# Bettina Stark-Watzinger
Bettina Stark-Watzinger (de soltera Stark; Fráncfort del Meno, 12 de mayo de 1968) es una economista y política alemana del Partido Democrático Libre (FDP) que se desempeñó como ministra federal de Educación e Investigación en el gabinete del canciller Olaf Scholz desde 2021 hasta 2024. Es miembro del Bundestag desde 2017. Desde 2021, ha sido la presidenta estatal del FDP en Hesse.

## Biografía
Stark-Watzinger se graduó de la escuela secundaria en 1989 y posteriormente estudió economía en la Universidad de Maguncia y la Universidad Johann Wolfgang Goethe de 1989 a 1993. Se graduó con una licenciatura en economía.

### Carrera política
Mientras estaba en la escuela secundaria, Stark-Watzinger inicialmente se unió a la Junge Union (JU), la organización juvenil conjunta de los dos partidos políticos conservadores alemanes, CDU/CSU. Más tarde se convirtió en miembro del Partido Democrático Libre (FDP) en 2004.
En 2011, Stark-Watzinger fue elegida miembro de la directiva del FDP en Hesse, bajo los sucesivos presidentes Jörg-Uwe Hahn (2011-2014) y Stefan Ruppert (2014-2021). Cuando Ruppert se convirtió en presidente, la nombró para el puesto de secretaria general en 2015.
Stark-Watzinger se convirtió por primera vez en miembro del Bundestag en las elecciones federales alemanas de 2017, en representación del distrito de Main-Taunus.
Desde 2017 hasta 2020, Stark-Watzinger presidió el Comité de Finanzas. En esta posición, también se desempeñó como relatora de su grupo parlamentario sobre los planes para un impuesto a las transacciones financieras.
A finales de enero de 2020, Stark-Watzinger fue elegida directora parlamentaria del grupo parlamentario del FDP en el Bundestag. En esta posición, fue miembro del Consejo de Ancianos del parlamento, que, entre otras funciones, determina los puntos de la agenda legislativa diaria y asigna los presidentes de los comités según la representación de cada partido. También se incorporó al Comité de Presupuesto, donde se desempeñó como relatora de su grupo parlamentario sobre el presupuesto anual del Ministerio Federal de Educación e Investigación. Fue miembro del llamado Comité Confidencial (Vertrauensgremium) del Comité de Presupuesto, que supervisa el presupuesto de los tres servicios de inteligencia de Alemania, BND, BfV y MAD.
Además de sus asignaciones en el comité, Stark-Watzinger ha sido parte del Grupo de Amistad Parlamentario Alemán para las Relaciones con los Estados del Sur de Asia desde 2018. Desde 2019, ha sido miembro de la delegación alemana en la Asamblea Parlamentaria Franco-Alemana.
En 2021, Stark-Watzinger fue elegida presidenta del FDP en Hesse, sucediendo a Stefan Ruppert.
En las negociaciones para formar la llamada "coalición semáforo" del Partido Socialdemócrata (SPD), Alianza 90/Los Verdes y el FDP tras las elecciones federales de 2021, Stark-Watzinger formó parte de la delegación de su partido en el grupo de liderazgo, junto con Christian Lindner, Volker Wissing y Marco Buschmann.
El 8 de diciembre de 2021 asumió como Ministra de Educación e Investigación en el Gabinete Scholz.